# 버라이즌 FiOS
버라이즌 Fios는 버라이즌 커뮤니케이션스의 통신 상품이다. 인터넷, 텔레비전(케이블/IPTV), 블라인드 인터넷 엑서스 시스템을 제공한다.

## IPTV
Prime HD, Extreme HD, Ultimate HD, with La Conexión (a Spanish language-oriented plan),지역방송 등을 제공하는 상품이다.

## 케이블
IPTV와 동일하며, Prime HD, Extreme HD, Ultimate HD, with La Conexión (a Spanish language-oriented plan)과 지역방송 등을 제공하는 상품이다.

## 같이 보기
- 광섬유 통신